# Lipovljani
Lipovljani ist eine Stadt und eine Gemeinde („općina“) in Kroatien. Sie hat 3455 Einwohner (Stand 2011) und liegt in der Gespanschaft Sisak-Moslavina, ca. 90 km südöstlich von der kroatischen Hauptstadt Zagreb.

## Geographie
Lipovljani liegt im äußersten Osten der Gespanschaft Sisak-Moslavina. Die Gemeinde gehört zur (historischen) Region Westslawonien und ist ca. 20 km von der kroatisch-bosnisch-herzegowinischen Grenze entfernt.

## Ethnische Zusammensetzung
Laut der Volkszählung in Kroatien im Jahre 2011 stellen die Kroaten in Lipovljani die ethnische Mehrheit (87,47 %). Erwähnungswürdige Minderheiten in Lipovljani stellen jeweils die Volksgruppen der Ukrainer (4,28 %), der Slowaken (3,07 %) und der Tschechen (2,55 %) dar. Des Weiteren lebt in Lipovljani auch eine geringe Anzahl anderer Volksgruppen (u. a. Magyaren, Italiener, Serben), die insgesamt an der Bevölkerung der Gemeinde 2,40 % ausmachen.

## Geschichte
Im 19. Jahrhundert und bis zum Ende des Ersten Weltkriegs 1918 war Lipovljani innerhalb des Komitats Požega (Poschegg) Teil des Königreiches Kroatien-Slawonien.
Zur Zeit des Zweiten Weltkriegs wurden von den kroatisch-faschistischen Ustascha 177 Einwohner von Lipovljani ins KZ Jasenovac, ca. 15 km entfernt, verschleppt und ermordet.
Das Gebiet der Gemeinde Lipovljani wurde während des Kroatienkrieges von der Jugoslawische Volksarmee (JNA) und serbischen Freischärlergruppen bombardiert und angegriffen. Es ereigneten sich Luftangriffe, schwere Granaten- und Schusswechsel und Raketenangriffe, die zu personellen und materiellen Schaden führten. Die Gemeinde Lipovljani wurde während der Jugoslawienkriege jedoch nicht von der JNA eingenommen.
In Lipovljani wurden während des Krieges und danach (von 1991 bis 2000) auch gleichzeitig rund 3000 Flüchtlinge aus Westslawonien, der Pounja (dem Gebiet um Hrvatska Kostajnica) und Bosnien und Herzegowina untergebracht.
Die Gemeinde Lipovljani als solche wurde 1993 im Rahmen einer Territorialreform der gerade zwei Jahre bestehenden Republik Kroatien mit ihrer heutigen Ausdehnung gegründet. Die Orte Kraljeva Velika, Krivaj, Lipovljani und Piljenice waren vor der Neugründung der Gemeinde Lipovljani Teil der Gemeinde Novska.
Am 19. März wird der Tag der Gemeinde gefeiert.

## Verkehr und Infrastruktur
Lipovljani liegt an der Autocesta A3, die von Zagreb über Slavonski Brod bis zur kroatisch-serbischen Grenze nach Lipovac führt. Die Anschlussstelle Lipovljani liegt südwestlich von der Stadtmitte.
Mit dem Haltepunkt Lipovljani ist die Stadt mit der Bahnstrecke Dugo Selo–Vinkovci verbunden. Es fahren täglich Züge der HŽ von Zagreb nach Novska/Vinkovci, die auch in Lipovljani halten.

## Persönlichkeiten
- Josip Kozarac (1858–1906), Autor, hat in Lipovljani gelebt
- Nina Kraljić (* 1992), Sängerin, wurde in Lipovljani geboren